# Бонниконлон
Бонниконлон (англ. Bonniconlon, также Bunnyconnellan; ирл. Muine Chonalláin Thoir) — деревня в Ирландии, находится в графстве Мейо (провинция Коннахт). Находится на трассе R294 неподалёку от Бычьих гор.
Патрик Пейтон, родившийся в Атимассе, был здесь некогда приалтарным мальчиком.